# Cabaceiras
Cabaceiras est une ville brésilienne du centre de l'État de la Paraíba.
Sa population était estimée à 4 907 habitants en 2007. La municipalité s'étend sur 400 km2.